# 아벨 안톤
아벨 안톤 로드리고(스페인어: Abel Antón Rodrigo, 1962년 10월 24일 ~)는 스페인의 장거리달리기 선수이다.
그는 1997년과 1999년 세계 육상 선수권 대회에서 2연속 마라톤 금메달을 획득하였다. 1998년 아톤은 런던 마라톤을 우승하는 데 최초의 스페인 선수가 되었다.
그는 또한 1994년 유럽 선수권에서 10000m를 우승하기도 하였다.

## 참조
- (영어) 아벨 안톤 - 국제 육상 경기 연맹